# Myoglobin
Myoglobin (ký hiệu Mb hoặc MB) là một protein liên kết với sắt và oxy được tìm thấy trong mô cơ của động vật có xương sống nói chung và ở hầu hết các động vật có vú. Myoglobin có liên quan đến hemoglobin, cũng là một protein liên kết sắt và oxy trong máu, đặc biệt là ở các tế bào hồng cầu. Myoglobin là sắc tố mang oxy chính của các mô cơ. Myoglobin là protein đầu tiên có cấu trúc ba chiều của nó được khám phá bằng phương pháp tinh thể học tia X.

## Đại cương
Nồng độ myoglobin cao trong các tế bào cơ cho phép các sinh vật không tiêu tốn oxy trong một thời gian dài. Những loài động vật có vú lặn như cá voi và hải cẩu có có lượng myoglobin trong các cơ cao đặc biệt. Myoglobin được tìm thấy trong các cơ loại I, loại II A và loại II B, nhưng hầu hết các tài liệu chỉ ra rằng myoglobin không được tìm thấy trong cơ trơn. Ở người, myoglobin chỉ được tìm thấy trong máu sau những chấn thương liên quan đến cơ. Nếu tìm thấy myoglobin trong máu thì đó là điều bất thường, có thể cần chẩn đoán liên quan trong trường hợp này.
Thành tích về cấu trúc ba chiều của nó đã được báo cáo vào năm 1958 bởi John Kendrew và các cộng sự. Đối với phát hiện này, John Kendrew đã chia sẻ giải Nobel Hóa học năm 1962 với Max Perutz. Mặc dù là một trong những protein được nghiên cứu nhiều nhất về sinh học, nhưng chức năng sinh lý của nó chưa được xác định một cách dứt khoát: chuột được biến đổi gen để thiếu myoglobin được dùng để nghiên cứu nhưng lại cho thấy nhiều thích ứng tế bào và sinh lý để vượt qua sự mất myoglobin này. Thông qua quan sát những thay đổi này ở chuột mất-myoglobin, giả thuyết rằng chức năng myoglobin liên quan đến việc tăng vận chuyển oxy ở cơ bắp, dự trữ oxy và như một "máy dọn dẹp" của các gốc tự do oxy hoạt động..
Ở người myoglobin được mã hóa bởi gen MB. Hemoglobin có thể có dạng oxyhemoglobin (HbO2), carboxyhemoglobin (HbCO), và methemoglobin (met-Hb); tương tự, myoglobin có thể có dạng oxymyoglobin (MbO2), carboxymyoglobin (MbCO) và metmyoglobin (met-Mb)